# Механичен филтър
Механичен филтър е филтър за обработка на сигнали, който обикновено се използва на мястото на електронен филтър за филтриране на радиочестоти. Неговата цел е същата като тази на нормален електронен филтър: да пропусне диапазон от честоти на сигнала, но да блокира други. Филтърът действа на принципа на механични вибрации, които са аналог на електрическия сигнал. На входа и на изхода на филтъра датчици преобразуват електрическия сигнал в тези механични вибрации и след това обратно към електрически сигнал.
Компонентите на механичен филтър са директно аналогични на различните елементи, които могат да бъдат намерени в електрическите вериги. Механичните елементи се подчиняват на математически функции, които са идентични на съответните им електрически елементи. Това дава възможност да се прилага анализ на електрическа мрежа и методи за дизайн на филтри за проектиране на механични филтри. Теорията на електротехниката съдържа голяма библиотека от математически формули, които водят до полезни честотни характеристики и дизайнера на механичния филтър може директно да се възползва от тях. Необходимо е само да се определят механичните компоненти, които биха дали подходящи стойности, така че филтъра да е копие на своя електрически побратим.
Стоманени и никел-железни сплави са често срещани материали за компонентите на механичния филтър. Никелът понякога се използва за куплунгите за вход и изход. Резонаторите във филтъра направени от тези материали трябва да бъдат обработени допълнително за прецизно регулиране на тяхната резонансна честота, преди окончателното сглобяване.
Под механичен филтър в тази статия се има предвид филтър, който се използва в електромеханична роля. Възможно е обаче да се използва механичен дизайн за филтриране на механични вибрации или звукови вълни (които по същество са също механични) директно. Например, филтрирането на аудио честотния диапазон при направата на тонколони може да се постигне с механични компоненти. Електрическото им приложение, в допълнение към механичните компоненти, които съответстват на техните електрически двойници са необходими преобразуватели, които да преобразуват сигнала от електрически към механичен и обратно. Представителна извадка от голямото разнообразие на съставляващи компоненти и топологии за механични филтри са представени в тази статия.
Теорията на механичните филтри е приложена за първи път за подобряване на механичните части на фонографи през 20-те години на XX век. През 50-те механични филтри вече се произвеждали като самостоятелни компоненти за вграждане в радио предаватели и висок клас радио приемници. Високият „качествен фактор“ Q, който механичните резонатори могат да постигнат, далеч по-добър от този на един изцяло електрически кръг, направи възможно изграждането на механични филтри с отлична селективност. Добрата селективност, която е важна в радиоприемниците прави тези филтри изключително атрактивни. Съвременни изследователи работят върху микроелектромеханични филтри, механични устройства, съответстващи на електронни интегрални схеми.

## Елементи
Елементите на пасивна линейна електрическа мрежа са индуктори, кондензатори и резистори, които съответно имат свойствата индуктивност, еластичност (обратно капацитетно съпротивление) и съпротивление. Механични двойници на тези свойства са съответно, маса, скованост и заглушаване. В повечето конструкции на електронен филтър, само индукторния и кондензаторния елемент се използват в тялото на филтъра (въпреки че действието на филтъра може да бъде спряно с резистори на входа и изхода). В теоретичния идеален филтър няма съпротивление на елементите, то се появява обаче на практика като нежелан паразитен елемент. По същия начин, механичният филтър би трябвало в идеалния случай да съдържа единствено компоненти със свойствата маса и скованост, но на практика е налично и малко заглушаване.
Механичните двойници на напрежението и силата на тока при този вид анализ са съответно сила(F) и скорост (v), и изобразяват сигналните вълни. Следователно, механичното съпротивление може да се дефинира като въображаема ъглова честота, jω, която изцяло следва електрическия си аналог.
| Механичен елемент | Формула (едноизмерно)                         | Механично пълно съпротивление  | Електрически двойници                     |
| ----------------- | --------------------------------------------- | ------------------------------ | ----------------------------------------- |
| Скованост, S      | {\displaystyle S={F \over x}}                 | {\displaystyle Z={S \over jw}} | Еластичност, 1/С, обратното на капацитета |
| Маса, M           | {\displaystyle M={F \over dv/dt}={F \over a}} | {\displaystyle Z=jwM}          | Индуктивност, L                           |
| Заглушаване, D    | {\displaystyle D={F \over v}}                 | {\displaystyle Z=D}            | Съпротивление, R                          |

Бележки:
- Обозначенията x, t и a представят техните обичайни величини; съответно – разстояние, време и ускорение.
- Съответствието при механичното количество, което е противоположното на скованост, може да бъде използвано вместо скованост за да даде по-добро съответствие на капацитетното съпротивление, но сковаността е използвана в таблицата като по-сходната величина.

Схемата представена в таблицата е позната като аналогия на съпротивлението. Електрическите схеми произведени посредством използването на тази аналогия, наподобяват напълно електрическото съпротивление на механичната система видяна от електрическата схема, правейки го интуитивно от електортехническа гледна точка. Съществува и аналогията на подвижното, в която силата отговаря на силата на тока, а скоростта на напрежението. Това има еднакво валидни резултати, но изисква използването на реципрочните стойности на електрическите двойници дадени по-горе. Следователно M – > C, S – > 1/L, D – > G където G e електрическа проводимост, обратното на съпротивление. Еквивалентните вериги направени по тези схеми са подобни, но са с обърнато съпротивление, където последователните елементи стават успоредни, кондензаторите стават индуктори, и така нататък. Електрическите схеми, които използват подвижната аналогия повече се доближават до механичната подредба на схемата, правейки я по-интуитивна от електротехническа гледна точка. В допълнение на тяхното приложение към електромеханичната система, тези аналогии са широко използвани като помощно средство за анализ в акустиката.
Някои механични компоненти неизбежно ще притежават маса и скованост. Това се превръща в ЛС верига в електрическо направление, която е верига съдържаща индуктор и кондензатор, следователно механичните компоненти са резонатори и често се използват като такива. Все пак е възможно представянето на индукторите и кондензаторите като индивидуални елементи в механичния уред като се премахнат нежеланите свойства (но никога не могат да се премахнат напълно). Кондензаторите могат да бъдат направени от тънка, дълга пръчка, поради което масата е сведена до минимум, а съответствието до максимум. Индукторите, от друга страна, могат да бъдат направени от къси, широки парчета, които свеждат до минимум масата (обема) в сравнение със съответствието на парчетата.
Механичните части действат като преносна линия за механичните вибрации. Ако дължината на вълната е по-къса от частта, следователно блоковият модел на елементите (lumped element model) както е описан по-горе, не е подходящ вече, вместо това трябва да бъде използван модела на разпределителните елементи(distributed element model). Механичните разпределителни елементи са изцяло аналогични на електрическите разпределителни елементи и дизайнера на механичнен филтър може да използва наготово метода за дизайн на електрически филтър.

## История

### Хармоничен телеграф
Дизайнът на механичния филтър е бил направен, като са използвани откритията, направени в теорията за електрическия филтър и са приложени към механиката. Все пак един ранен пример за акустично филтриране е „хармоничния телеграф“, който се е появил, защото електрическият резонанс е бил слабо познат на инеженерите по това време, за разлика от механичния (по-специално акустичния резонанс). Това обаче не се е задържало дълго така; електрическия резонанс е бил познат вече на науката. И не е минало дълго време преди инженерите да започнат да произвеждат само електрически схеми за филтри. По това време обаче, хармоничния телеграф е бил доста важен. Идеята е била да се комбинират няколко телеграфни сигнала на една телеграфна линия, нещо което в днешни дни наричаме разделено мултиплексиране на честотата, по този начин се спестяват изключително много разходи за монтаж на инфраструктурата. Ключът от всеки оператор, активира вибрираща електромеханична стрелка, която конвертира тези вибрации в електричен сигнал. Филтрирането при приемащия оператор се е постигало чрез сходна стрелка пусната на точно тази честота, която вибрира и произвежда сигнал от трансмисиите на оператора с идентично настроена честота.
Версии на хармоничен телеграф са били разработени от Елиша Грей, Александър Граам Бел, Ърнест Меркадиер и други. Неговото свойство да се държи като звуков преобразувател към и от електрическия домейн е вдъхновил изобретяването на телефона.

### Механично еквивалентни вериги
Когато основите на анализа на електрическата мрежа започнали да се установяват, не след дълго идеите за комплексното съпротивление и теориите за филтър дизайна се пренасят в механиката по аналогия. Кенли, който е отговорен и за представянето на комплексното съпротивление, и Уебстър са първите, които разширяват концепцията за съпротивление в механичните системи през 1920 г. Механичната проводимост и свързаната подвижностна аналогия са дошли много след това и се дължат на Firestone през 1932 г.
Не е било достатъчно просто да се развива механичната аналогия. Това може да се приложи в проблеми, които са изцяло в механичната област, но за механичните филтри с електрическо приложение е необходимо да се включи и преобразувателя към аналогията. Поанкаре през 1907 г. е първия да опише преобразувателя като двойка линейни алгебрични уравнения, свързвайки електрическите величини (ток и напрежение) с механичните величини (сила и скорост). Тези уравнения могат да се изразят както матрични отношения почти по същия начин като Z-параметрите на двупортова мрежа в електрическата теория, към която това е напълно аналогично:
{\displaystyle {\begin{bmatrix}V\\F\end{bmatrix}}={\begin{bmatrix}z_{11}&z_{12}\\z_{21}&z_{22}\end{bmatrix}}{\begin{bmatrix}I\\v\end{bmatrix}}}
Където V и I се отнасят за тока и напрежението съответно по електрическата част на преобразувателя.
Wegel през 1921 г. е първият да изрази тези уравнения по отношение на механично съпротивление, както и електрическо съпротивление. Елементът {\displaystyle Z_{22}} е отворената верига механично съпротивление, което е съпротивлението представено от механичната част на преобразувателя когато не влиза ток от електрическата страна. Елементът {\displaystyle Z_{11}}, обратно е затегнатото електрическо съпротивление, което е съпротивлението представено от електрическата част когато механичната част се затяга и възпрепятства движения (скоростта е нула). Останалите два елемента {\displaystyle Z_{21}} и {\displaystyle Z_{12}} описват трансдюсера правите и обърнатите трансферни функции съответно. След като тези идеи са наложени, инженерите успяват да разширят електрическата теория в механичната област и анализирането на електромеханичната система като единно цяло.

### Възпроизвеждане на звук
Едно от ранните приложения на тези нови теоретични инструменти е възпроизвеждането на звук чрез грамофон. Повтарящ се проблем при ранните грамофони е, че механичните резонанси при прихващането и механизма за пренасяне на звука причиняват прекалено големи пикове и спадове в честотния диапазон, което води до лошо качество на звука. През 1923 г. Harrison от Western Electric Company подава патент за грамофон в който механичния дизайн е изцяло представен като електрическа верига. Рогът на грамофона е представен като преносна линия и е съпротивителен товар за останалата част от веригата, докато всички механични и акустични части от иглата до рога на грамофона са пренесени към същинските компоненти според аналогията на съпротивлението. Harrison проектира стойностите на компонентите на филтъра да имат специфична лента съответстваща на желаната звукова лента (в този случай 100Hz до 6kHz). Пренасянето на тези стойности на електрическите елементи обратно в механичните величини дава възможност за спецификации на механичните компоненти от гледна точка на маса и твърдост, което от своя страна може да се предаде на физическите размери за тяхното производство. Получения грамофон има плоска честотна характеристика в своята лента и не се срещат повече резонансите наблюдавани дотогава. Малко след това Harrison подава друг патент, използвайки същата методология на телефонното предаване.
Harrison ползва теорията на Campbell за изображението на филтрите, която е най-модерната теория за филтри за времето си. (В тази теория дизайна на филтрите е разгледан в основата си като отговор на пълното напрежение.) По-модерните теории били приложени към проблема от Едуърд Нортън през 1929 г. в Лабораториите Бел. Нортън следвал същия генерален подход, макар че по-късно е описал на Darlington, че филтрите, които изобретил били „максимално плоски“. Механичният дизайн на Нортън предшества теорията на Butterworth, който често считан за първия описал електронният максимално плосък филтър. Формулите на Norton дават на неговия филтър съответствие на единично прекратения филтър на Butterworth, който се захранва от идеален източник на напрежение без съпротивление. Друга необичайна особеност на филтъра на Нортън възниква от серийните кондензатори. Това са единствените серийни кондензатори на Нортън, и без тях филтъра може да се счита като нискочестотен прототип. Нортън изкарва кондензатора извън тялото на филтъра – на входа, за сметка на въвеждането на трансформатор в еквивалентна верига. (Фигура 4 на Нортън). Нортън ползва „обръщането около L“ съпротивление, за да постигне това.
Най-важното описание на темата от този период е теорията на Maxfield и Harrison от 1926 г. Там те описват не само как механични лентови филтри могат да се прилагат в системи произвеждащи звук, но също и в звукозаписни системи, както и представят много подобрена режеща глава.

### Масово производство
Първото масово производство на механични филтри бива предприето от Collins Radio Company през 50-те. Те са били първоначално проектирани за мултиплекс разделяне на телефонни честоти, където използването на високо качествени филтри е търговско преимущество. Прецизността и стръмнината на преходната лента води до намаляване на широчината на защитната лента, което от своя страна води до способност да се прокарат повече телефонни канали в един кабел. Същата особеност е полезна в радио трансмитерите поради същата причина. Механичните филтри бързо придобиват известност в VHF / UHF междинните радио честоти на радио приемниците от висок клас (военни, морски, радиолюбителски и други подобни) произведен от Collins. Те са били облагодетелствани що се касае радиото, защото са можели да достигнат много по-висок Q-фактор (качество) от еквивалентен LC филтър. Високият Q-фактор позволява филтрите да бъдат проектирани с висока селективност, важна за разграничаването на отделните радио канали в приемниците. Те също имат преимущество в стабилността както спрямо LC филтрите, така и спрямо монолитните кристални филтри. Най-популярната форма на резонатор използван в радиоприемниците е торсионният резонатор, понеже средните радио честоти обикновено са в диапазона от 100 до 500 kHz.

## Преобразуватели
И двата вида – магнитостриктивния и пиезоелектричния, преобразувател се използват в механичните филтри. Пиезоелектричните преобразуватели са предпочитани в скорошни изработки, понеже пиезоелектричния материал може да се използва и като един от резонаторите на филтъра. По този начин се намалява броя на компонентите и следователно се пести място. Те също така имат намалена чувствителност към външни магнитни полета на преобразуватели от магнитнострикционен вид.

### Магнитостриктивен
Магнитостриктивен материал е този, който променя формата си когато е приложено магнитно поле. В обратен ред, той произвежда магнитно поле когато е деформиран. Магнитостриктивния преобразувател изисква намотка от електропроводими кабели около магнитостриктивния материал. Намотката или индуцира магнитно поле в преобразувателя и го кара да се движи, или провежда индуциран ток от движението му към изхода на филтъра. Също така в повечето случаи е нужно да има малък магнит който да намества магнитостриктивния материал към неговия работен обхват. Възможно е да се премахне магнитът ако отклонението е предварително оправено от елетронната част, която е пуснала постоянен ток, който бива наложен върху сигнала, но този подход би бил прекалено различен от генералната схема на работа на филтъра.
Обичайните магнитостриктивни материали използвани от преобразувателя са ферити или прахообразно желязо. Конструкцията на механичния филтър често съдържа резонатори свързани със стомана или никел-железни жици, но при някои варианти, особено по-старите, никел-железните жици могат да бъдат използвани за входящи и изходящи пръти. Това е така, защото е възможно да се намотае преобразуващата намотка директно на никел жицата, тъй като самият никел е леко магнитостриктивен. Недостатъчно обаче, в крайна сметка свързването към електрическата верига е слабо. Тази схема има и минуса на токовете на Фуко, проблем който може да бъде избегнат ако се използват ферити вместо никел.
Намотката на преобразувателя добавя още индукция от електрическата страна на филтъра. Често срещана практика е да се добави кондензатор паралелно с намотката, така че да има допълнителен сформиран резонатор, който да бъде включен към схемата на филтъра. Това обаче няма да подобри изпълнението по същия начин, по който допълнителен механичен резонатор би, но все пак има полза от намотката и трябва да я има.

### Пиезоелектричен
Пиезоелектричния материал е този, който променя формата си когато е приложено електрическо поле. В обратен ред, той произвежда електрическо поле когато е деформиран. Пиезоелектричния преобразувател в основата си е направен от обшиване на електроди върху пиезоелектричния материал. Ранните пиезоелектрични материали, използвани в преобразуватели като бариев титанит са били температурно нестабилни. Това изключва преобразувателя да функционира като резонатор, трябва да бъде отделен компонент. Този проблем е бил решен с навлизането на оловно цирконалния титанат (накратко PZT), който е достатъчно стабилен за да бъде използван като резонатор. Друг често срещан пиезоелектричен материал е кварца, който също е бил използван и при механичните филтри. Все пак, керамични материали като PZT са за предпочитане за по-голям коефициент на електромеханично прикачване.
Един тип от пиезоелектричните преобразуватели е Ланжвеновия, кръстен на преобразувател, използван от Пол Ланжвен в ранните му сонарни проучвания. Той е подходящ за надлъжни режими на вибрации. Също така може да бъде използван върху резонатори с други режими на вибрация ако движението може да бъде механично конвертирано в надлъжни вибрации. Преобразувателя съдържа слой пиезоелектричен материал скрепен напречно в свързващ прът или резонатор.
Друг вид пиезоелектричен преобразувател съдържа пиезоелектричния материал скрепен надлъжно, обикновено към резонатора или към себе си. Този вид е подходящ за усукващи видове вибрации и се нарича усукващ преобразувател.

## Резонатори
Възможно е да се постигне изключително висок Q-фактор с механични резонатори. Механичните резонатори обикновено имат Q от около 10 000, а 25 000 може да бъде постигнато в торсионни резонатори с помощта на специална никел-желязна сплав. Това е твърде висока цифра за LC веригите, чиито Q-фактор е ограничен от съпротивлението на индукционните бобини.
Ранните разработки от 1940-те и 1950-те години, са започнали с използване на стомана като материал за резонаторите. Стоманата постепенно е отстъпила на никел-железните сплави, най-вече за да се максимизира Q-факторът (качеството), тъй като това често е основното предимство на механичните филтри, а не цената. Някои от металите, които са били използвани за направата на резонатори за механични филтри и Q-фактора им са показани в таблицата от дясно.
Пиезоелектрически кристали също биват понякога използвани в механичните филтри. Това е особено вярно за резонатори, които също действат като датчици на входа и/или изхода.
Едно от предимствата на механичните филтри пред LC електрическите филтри е, че те могат да бъдат направени много стабилни. Резонансната честота може да се направи толкова стабилна, че да варира само 1,5 милиардни части (ppb) от определената стойност в работния температурен обхват (-25 до 85 °C), а средното отклонение с времето може да падне до 4 ppb на ден. Тази температурна стабилност е още една причина за използването на никел-железни сплави като материал за резонатора. Вариации в резонансната честота причинени от разлики в температурата (и други характеристики на честотната функция) са пряко свързани с отклонения в модула на Юнг(Young's modulus), който е мярка за твърдост на материала. Следователно се търсят материали, които имат малък температурен коефициент на модула на Янг. Като цяло, модулът на Янг има отрицателен температурен коефициент (материалите омекват с повишаване на температурата), но добавянето на малки количества от някои други елементи в сплавта [п 3] може да произведе материал с температурен коефициент, който си променя знака от отрицателен през нула до положителен. Такъв материал би имал нулев температурен коефициент за резонансна честота около определена температура. Възможно е да се регулира точката на нулев температурен коефициент до желаната позиция чрез топлинна обработка на сплавта.

### Резонансни режими
Обикновено е възможно механична част да вибрира по редица различни начини, но устройството трябва да се базира на определен вибрационен режим, а неговият конструктор да предприеме стъпки за да се опита да ограничи резонанса само до този режим. Освен стандартният надлъжен резонанс се използват и други режими, които включват огъващ, торсионен, радиален и „кожа на барабан“.
Режимите се номерират според броя на половин дължини на вълната във вибрациите. Някои режими проявяват вибрации в повече от една посока (например режим „кожа на барабан“, който има две) и следователно номерът на режим се състои от повече от едно число. Когато вибрацията е в един от по-високите режими, ще има множество точки в резонатора, където няма да има движение. За някои видове резонатори, това може да предостави удобно място, за направата на механична структурна опора. Проводници прикачени към неподвижните възли няма да имат ефект върху вибрациите на резонатора или цялостната реакция на филтъра. На фигура 5 са показани някои възможни точки на закрепване на проводници. Показаните режими са:
- (5а) втори надлъжен режим фиксиран в единия край,
- (5b) първи режим на усукване,
- (5c) втори режим на усукване,
- (5d) втори режим на огъване,
- (5е) Режим на първо радиално разширяване
- (5f) първи радиално симетричен режим „кожа на барабан“.[32]

## Електрически схеми
Има много добри комбинации от резонатори и преобразуватели, които могат да бъдат използвани за конструирането на механичен филтър. Подбор от някои от тези могат да бъдат видени на диаграмата. Фигура 6 показва резонатори с огъваем диск, които използват филтър и магнитостриктивни преобразуватели. Преобразувателят задвижва центъра на първия резонатор, карайки го да вибрира. Краят на диска се премества с антифаза към центъра докато движещия се сигнал е на, или близо до резонанса, и сигналът е предаден чрез свързващите пръчки към следващия резонатор. Когато движещият се сигнал не е близо до резонанса, той се придвижва леко по края и филтърът отказва (не го пуска) сигнала. Фигура 7 показва същата идея включвайки резонаторите по дължина свързани заедно във верига посредством свързващи пръчки. В тази диаграма, филтърът е предвижен от пиезоелектрични преобразуватели. Той еднакво добре може да използва и магнитостриктивни преобразуватели. Фигура 8 показва филтър използващ усукан резонатор. В тази диаграма, входа има усукан пиезоелектричен преобразувател, а изхода има магнитостриктивен преобразувател. Това може да бъде доста необичайно в истинския дизайн, понеже и входа, и изхода имат един и същи тип на преобразувател. Магнитостриктивния преобразувател е показан тук единствено за да демонстрира как надлъжните вибрации могат да бъдат преобразувани в усукани вибрации и обратното. Фигура 9 показва филтър ползващ drumhead mode resonators. Ръбовете на дисковете са фиксирани към корпуса на филтъра (не е показано на фигурата), така че вибрацията на диска е в същия вид като на мембраната на барабана. Колинс нарича този тип филтър дисков кабелен филтър.
Различните видове резонатори са подходящи за всички различни честотни ленти. Като цяло, механичните филтри със същинските елементи на от всички видове могат да обхващат честоти от около 5 до 700kHz, макар че механичните филтри обхващащи няколко килохерца са рядкост. В долната половина на този диапазон, под 100kHz, е най-добре покрит с лента огъваеми резонатори. Горната половина е по-добре покрита с усукани резонатори. „Drumhead“ диск резонаторите са по средата, покриващи диапазона от около 100 до 300kHz.
Поведението на честотния отговор на всички механични филтри може да се изрази като еквивалентна електрическа верига ползвайки аналогията на съпротивлението описана по-горе.
Честотната реакция на всички механични филтри може да бъде изразена и като еквивалентна електрическа верига използваща аналоговия импеданс описан по-горе. Пример за това е показан на фигура 8b, която е еквивалентна верига на механичния филтър показан на фигура 8а. Елементите на електрическата част, като индукция на магнитостриктивния преобразувател, са пропуснати, но ще бъдат взети под внимание в пълната конструкция. Серията от резонансни вериги на електрическата схема представляват усукващи резонатори, а изместените кондензатори представляват съединителни проводници. Стойностите на компонентите на еквивалентната електрическа схема могат да бъдат коригирани, повече или по-малко на воля, чрез изменение на размерите на механичните компоненти. По този начин, всички теоретични инструменти за електрически анализ и дизайн на филтъра могат да се прехвърлят към механичен дизайн. Всеки филтър реализируем като електрически, може по същество да се реализира и като механичен филтър. По-специално, популярните крайни приближения на елементите до идеалната реакция на филтрите на Бътъруърт и Чебишев могат лесно да бъдат реализирани. Както и с електрическия двойник, колкото повече елементи се използват, толкова повече се доближаваме до идеала. По практически причини обаче, броят на резонаторите обикновено не надвишава осем.

### Полу-същински схеми
Честотите от порядъка на мегахерц (MHz) са по-високи от нормалния порядък за механичните филтри. Компонентите стават много малки или алтернативно компонентите са по-големи в сравнение със сигналната дължина на вълната. Същинския модел на елемент описан горе започва да се разрушава и компонентите трябва да се разпределят като елементи. Честотите, в които прехода от същински в разпределени модели се случва е много по-нисък при механичните филтри отколкото при техните електрически двойници. Това е защото механичните вибрации се движат със скоростта на светлината за материала за който компонентите са направени. За твърдите (солидните) компоненти, това е много повече (x15 за никело-железни сплави) по скоростта на звука във въздушна среда (343 м/с), но все пак е смятан за по малко от скоростта на електромагнетичните вълни (приблизително 3x108 във вакуум). Следователно, механичните дължини на вълната са много по-къси от дължината на електричните вълни за същата честота. Предимството получено от тези ефекти като съзнателно се проектира да бъдат разпределени елементи и компонентите и методите използвани във филтри разпределени по елементи може да бъде доведен до движение. Еквивалентите на малките парчета и трансформаторите с пълно съпротивление са достижими и двата. Дизайните които използват същинските и разпространени елементи заедно се отнасят за полу-същинските.
Пример за такъв дизайн е показан на Фигура 10а. Резонаторите са дисково огъваеми резонатори същите като тези показани на фигура 6а, с изключение на това че тези получават енергия от края, водещи към вибрации в основния огъваем модел с разклонение в центъра, докато дизайна от фигура 6 получава енергия в центъра като води вибрации във втория огъваем вид в резонанса. Резонаторите са механично прикрепени към корпуса от опорни точки от десния ъгъл към свързващите кабели. Опорните точки са за да осигурят свободното пускане на резонатора и да намалят до минимум загубите. Резонаторите са използват като същински елементи; обаче, свързващите кабели са направени точно от една половинка вълна (λ/2) дължина и са еквивалентни на λ/2 отворена малка верига в еквивалентната електрическа верига. За филтър с тясна лента, малко парче от този вид е приблизително еквивалентна верига на паралелно отклонена включена верига както е показано на Фигура 10б. Следователно, свързващите проводници се използват в дизайна за да добавят допълнителни резонатори във веригата и ще има по-добър отговор отколкото тези със същинските резонатори и къси двойки. За още по-високи честоти, микроелектормеханичните методи могат да бъдат използвани както е описано по-долу.

### Мостови връзки
Мостовите връзки са пръти, свързващи резонатори заедно, които не са в съседство. Те мога да бъдат използвани за производството на затихващи полюси в стоп честотите. Това положително допринася за нарастването на стоп честотното отхвърляне. Когато прътът е сложен близко до края на междучестотния филтър, може също да окаже влияние на нарастващия рол оф и стеснява преходната лента. Типичните ефекти на някои от тези върху отговарящата честота на филтъра са показани във фигура 11. Мостовете през един резонатор (Фигура 11 b)) могат да произвеждат прът от затихване на високата стоп честота. Мостовете през 2 резонатора (Фигура 11 c)) могат да произвеждат полюси от намаляване на ниската и високата стоп честота. Използвайки няколко моста (Фигура 11 d)) ще доведе до няколко полюса на намаляване. По този начин намаляването на стоп честотите може да се задълбочи в широк честотен диапазон.
Метода на прикачване между не-съседни резонатори не свършва само с механичните филтри. Може да бъде приложено към други формати на филтри и генералния термин за този клас е напречно свързан филтър. Например, каналите могат да бъдат разделени между кухи резонатори, взаимна индукция може да бъде използван с дискретни компоненти филтри и пътища с обратна връзка могат да бъдат използвани с активен аналог или дигитални филтри. Този метод е бил открит в областта на механичните филтри; най-ранното описание е направено през 1948 когато е направен патент на филтри, използващи микровълнови кухи резонатори. Все пак дизайна на механичните филтри е бил първият (през 1960) който е развил практичните филтри от този вид и от там метода е станал важна част от механичните филтри.

## Микроелектромеханични филтри
Нова технология, появила се в механичното филтриране са микроелектромеханични системи (MEMS). MEMS са много малки микромашини с размери на компонентите измерени в микрометри (μm), но не толкова малки, колкото наномашините. Тези системи са обикновено изработени от силиций (Si), силициев нитрид (Si3N4), или полимери. Един често срещан компонент, използван за радиочестотно филтриране (както и MEMS приложения като цяло), е т.нар. конзолен (cantilever) резонатор. Конзолите са прости механични компоненти произвеждани по почти същите методи, като при полупроводниковата индустрия: маскиране, фотолитография и ецване с краен подбив за отделяне на конзолата (cantilever) от подложката. Технологията е много обещаваща, тъй като такива елементи могат да се произвеждат в големи количества на една подложка, по същия начин както голям брой транзистори се съдържат в един силициев чип.
Експериментални цялостни филтри с работна честота от 30 GHz са били произведени чрез използване на конзолни варактори като резонаторни елементи. Размерът на този филтър е около 4 х 3,5 мм. Конзолните резонатори обикновено се прилагат при честоти под 200 MHz. Други структури, като микромашинно изработени кухини, могат да се използват в микровълновия обхват. Резонатори с изключително голям Q фактор (качество) могат да се правят с тази технология. Съобщава се за резонатори в режим на огъване с Q над 80 000 на 8 MHz.

## Настройка
Приложенията, които изискват точност използващи механични филтри налагат резонаторите да се нагласяват точно до указаната резонансна честота. Това е известно като подрязване и обикновено включва механичен процес на обработка. В повечето филтърни решения това може да бъде трудно да се направи, след като резонаторите са сглобени във филтъра, затова резонаторите трябва да се отрязват преди монтажа. „Подрязването“ се извършва в поне два етапа: грубо и фино, като с всеки етап резонансната честота се привежда по-близо до зададената стойност. Повечето методи за подрязване включват премахването на материали от резонатора, което води до увеличаване на честотата на резонанс. Целевата честота за грубия етап следователно трябва да се определи по-ниска от крайната желана честота, тъй като отклоненията в процеса биха могли да доведат до получаване на по-висока честота, отколкото последвалата фина настройка може да коригира.
Най-грубият метод на подрязване е чрез остъргване на основната резонаторна повърхността на резонатора. Този процес е с точност около ± 800 ррт. По-добър контрол може да се постигне чрез остъргване на ръба на резонатора вместо на основната повърхност. Това има по-малко драматичен ефект и следователно по-голяма точност. Процесите, които могат да се използват за прецизно подрязване, с цел увеличаване на точността са: пясъкоструйка, пробиване, и лазерна аблация. Лазерното изрязване е в състояние да постигне точност от ± 40 части на милион (ppm).
Изрязване на ръка, е било използвано за някои ранни производствени компоненти, но сега обикновено се среща само по време на разработването на продукта. Методите на разположение включват шкурене и пилене. Също така е възможно да се добави материал за резонатора на ръка, като по този начин се намалява резонансната честота. Един такъв метод е да се добави спойка, но това не е подходящо за използване в производството, защото спойката ще доведе до намаляване на Q фактора на резонатора.
В случая на MEMS филтрите, не е възможно да се подрежат резонаторите извън филтъра поради интегрирания характер на конструкцията на устройството. Въпреки това подрязването все още се изисква в много MEMS приложения. Лазерна аблация може да се използва в този случай, като съществуват методи за отлагане на материал, както и такива за отнемане. Тези методи включват лазерно или йонно-лъчево индуцирано отлагане.
|  | Тази страница частично или изцяло представлява превод на страницата Mechanical_filter в Уикипедия на английски. Оригиналният текст, както и този превод, са защитени от Лиценза „Криейтив Комънс – Признание – Споделяне на споделеното“, а за съдържание, създадено преди юни 2009 година – от Лиценза за свободна документация на ГНУ. Прегледайте историята на редакциите на оригиналната страница, както и на преводната страница, за да видите списъка на съавторите. ВАЖНО: Този шаблон се отнася единствено до авторските права върху съдържанието на статията. Добавянето му не отменя изискването да се посочват конкретни източници на твърденията, които да бъдат благонадеждни. |